# Fadly Kasim
Fadly Kasim (Manado, 1984 - aldaar, 19 juni 2006) was een Indonesisch bokser. Zijn trainer was Adry Koliangan.
Kasim kwam in het nieuws doordat hij op zaterdagavond 19 juni 2006 stierf ten gevolge van verwondingen die hij in de ring in zijn thuisstad Manado had opgelopen tegen Jibril Soamole, een wedstrijd die Kasim overigens verloor. Het was tijdens de zesde ronde van de kamp - zonder inzet - dat Kasim in elkaar zakte en naar het ziekenhuis werd afgevoerd, alwaar hij na enkele minuten overleed aan zijn kwetsuren. Het was Kasims professionele debuut.